# Lamelligomphus nilgiriensis
Lamelligomphus nilgiriensis is een echte libel (Anisoptera) uit de familie van de rombouten (Gomphidae).
De soort staat op de Rode Lijst van de IUCN als niet bedreigd, beoordelingsjaar 2010.
De wetenschappelijke naam van de soort werd in 1922 als Onychogomphus nilgiriensis gepubliceerd door Frederic Charles Fraser.